# Pleurotus albidus
Pleurotus albidus är en svampart som först beskrevs av Miles Joseph Berkeley, och fick sitt nu gällande namn av David Norman Pegler 1983. Pleurotus albidus ingår i släktet Pleurotus och familjen musslingar.   Inga underarter finns listade i Catalogue of Life.